# CodeMirror
CodeMirror – darmowy edytor kodu źródłowego przeznaczony dla przeglądarek internetowych, napisany w JavaScripcie. Obsługuje wiele języków programowania oraz kolorowanie składni.

## Obsługiwane języki
CodeMirror obsługuje między innymi:
- JavaScript
- XML
- HTML
- CSS
- C#
- Javę
- Pythona
- Lua
- Ruby
- SPARQL
- PLSQL
- diff
- Groovy
- Scheme
- XQuery
- OmetaJS
- Freemarker
- Wyrażenia regularne